# Dauerzählstelle

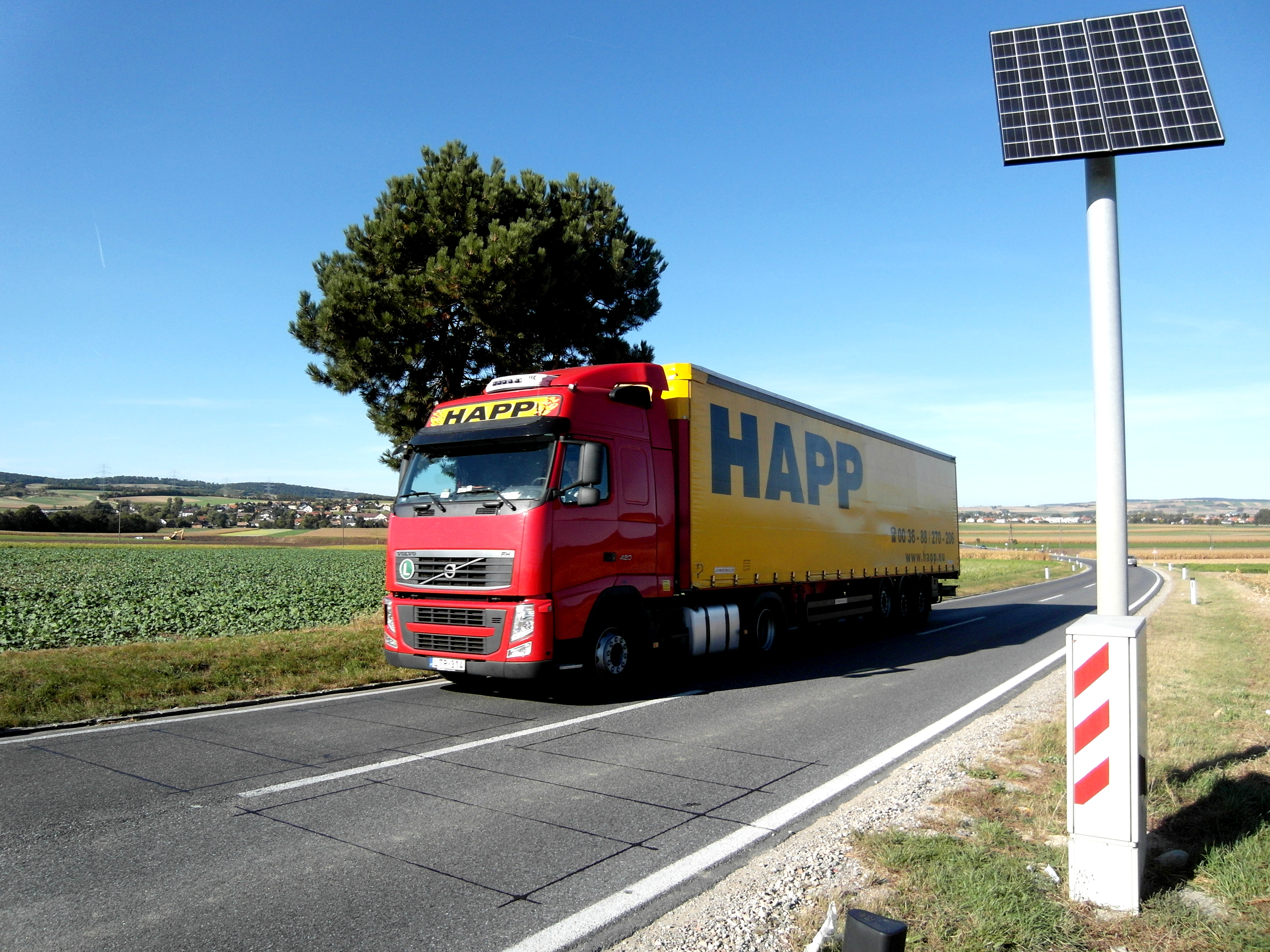
Dauerzählstelle mit Induktionsschleifen

Eine Dauerzählstelle ist eine permanent betriebene, automatische Zählstelle zur Erfassung der Verkehrsstärke auf einer Straße. Die Zählstellen befinden sich überwiegend an Autobahnen, Bundes-, Landes- und Staatsstraßen und werden beispielsweise in Deutschland von den zuständigen Landesbehörden betrieben. Daneben gibt es auch Fahrradzählstellen an Fahrradwegen.

## Erfassungsgeräte
Bei der Erfassung von Verkehrsdaten über einen längeren Zeitraum wird eine hohe Genauigkeit gefordert. Aus diesem Grund kommen meist fest installierte Systeme (Detektoren) zum Einsatz. Die Systeme sind mit einem Sensor ausgestattet, der die gewünschten Daten erfasst und entweder im Gerät selbst speichert oder direkt an eine Datenzentrale weiterleitet. Für die dauerhafte Verkehrszählung kommen folgende Techniken zum Einsatz:
- Induktionsschleifen mit induktiver Erfassung
- Radar-, Infrarot- und Ultraschalldetektoren
- Lichtschranken
- Videosysteme

Die Geräte erfassen beispielsweise Anzahl, Geschwindigkeit und Fahrtrichtung der passierenden Fahrzeuge sowie deren Fahrzeugklasse und die aktuelle Tageszeit. Unter allen Erfassungsgeräten ist die Induktionsschleife der am weitesten verbreitete Detektortyp, da eine Vielzahl von Daten zuverlässig erfasst wird.

## Auswertung
In Deutschland veröffentlicht die Bundesanstalt für Straßenwesen die Daten der automatischen Zählstellen auf den Bundesfernstraßen seit dem Jahr 2003. Die Zählstellen können automatisch zwischen bis zu acht Fahrzeugarten unterscheiden. Die erhobenen Daten dienen der Hochrechnung der manuellen Straßenverkehrszählung auf den durchschnittlichen täglichen Verkehr (DTV).